# Landkreis Mielau

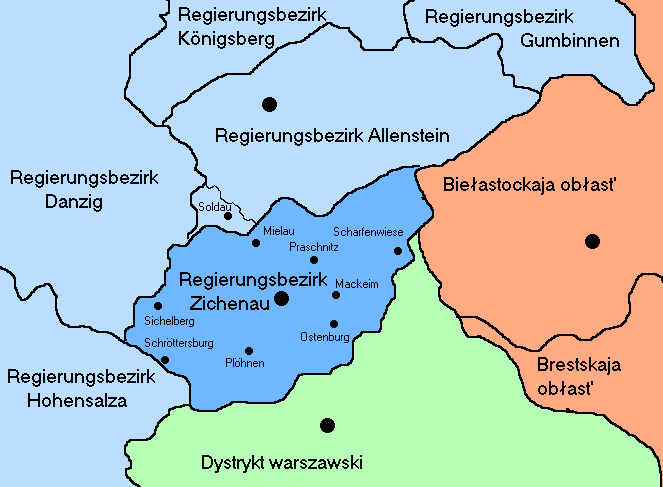
Regierungsbezirk Zichenau

Der Landkreis Mielau (polnisch Mława, zunächst in Deutsch: Mlawa) bestand in der Zeit zwischen Oktober 1939 und 1945 im besetzten Polen.

## Verwaltungsgeschichte

### Polen
Der polnische Landkreis Mława gehörte bei Beginn des Zweiten Weltkrieges zur Woiwodschaft Warschau.

### Deutsches Reich
Nach dem Überfall auf Polen wurde zum 26. Oktober 1939 der Landkreis Mława als Teil des neuen Regierungsbezirks Zichenau der Provinz Ostpreußen und damit völkerrechtswidrig dem Deutschen Reich angegliedert.
Zum 29. Dezember 1939 wurde der Landkreis Mława zunächst in Mlawa umbenannt und am 21. Mai 1941 in Mielau eingedeutscht.
Das Landratsamt war in Mlawa/Mielau.
Zum 1. Juli 1943 wurde das Kreisgebiet nach Osten hin erheblich vergrößert, und zwar durch Eingliederung von Teilen des Heeresgutsbezirks Mielau aus dem Landkreis Praschnitz und dem Landkreis Zichenau.
Der Landkreis Mielau umfasste am 1. Januar 1945:
- 15 Amtsbezirke mit der entsprechenden Anzahl von Städten und Gemeinden,
- 1 Gutsbezirk (Truppenübungsplatz) mit einem Ausbildungslager des Reichsarbeitsdienstes im Fronteinsatz.

Im Januar 1945 wurde das Kreisgebiet durch die Rote Armee besetzt und wurde danach wieder ein Teil Polens.

## Landräte

### Landkommissar in Mława
- 1939–9999: Fritz Adam (1889–1945)
- 1939–9999: Schwarz
- 1939–9999: Karl von der Groeben (1902–1989)

### Landräte von 1939 bis 1945
- 1939–1940: Karl Graf von der Groeben (vertretungsweise)
- 1940–1945: Paul Funk

## Kommunalverfassung
Nach der Eingliederung in das Deutsche Reich wurden alle Städte und Gemeinden in Amtsbezirken zusammengefasst und wurden durch Amtskommissare verwaltet.
Alle Amtsbezirke und Teile von Amtsbezirken, die zum Truppenübungsplatz „Nord“ gehörten, wurden am 1. Juli 1943 aufgelöst und zum neuen Heeresgutsbezirk Mielau zusammengefasst. Dieser erstreckte sich über die Landkreise Mielau, Praschnitz und Zichenau. Er wurde am gleichen Tage in seinem gesamten Umfang dem Landkreis Mielau zugeteilt.

## Judenvernichtung
Bei Kriegsausbruch gab es in der Stadt Mielau etwa 7.000 Juden.:177f Im November 1940 wurde ein Teil ins Generalgouvernement abgeschoben und in Mielau ein Ghetto eingerichtet, dieses wurde 1941 abgeriegelt. In Anwesenheit des Landrats Paul Funk musste im Sommer oder Herbst 1942 die jüdische Bevölkerung Striegenaus sich in der Nähe des dortigen Ghettos aufstellen, dabei wurde, um die Ordnung herzustellen, eine Jüdin erschossen.:185 Der Judenratsvorsitzende Striegenaus Baruch Rebek und sein Sohn Majer wurden bei einer Razzia erschossen. Am 10. November 1942 wurden die Ghettobewohner Mielaus mitsamt den aus der Umgebung herbeigeführten Juden deportiert.:186

## Ortsnamen
Durch unveröffentlichten Erlass vom 29. Dezember 1939 galten vorläufig die bisher polnischen Ortsnamen weiter. Die erste offizielle Umbenennung im Landkreis war die Umbenennung von Mława in „Mielau“. Später wurden alle Orte, in denen sich der Sitz eines Amtsbezirkes befand, umbenannt. Es handelte sich um folgende Orte bzw. Verwaltungseinheiten:
- Szreńsk in Beverstedt
- Niechłonin in Dragonerbusch
- Janowiec Kościelny in Deutsch Herrenberg
- Miączyn Duży in Großdickeln
- Wiśniewo in Kirschenheim
- Mława in Mielau
- Mielau, Heeresgutsbezirk (Zusammenfassung verschiedener Ortschaften und Absiedlung zur Errichtung des Truppenübungsplatzes Mielau)
- Raczyny in Ratzendorf
- Radzanów in Ratzwalde
- Zieluń in Ruhental
- Szydłowo in Schidlowo
- Strzegowo in Striegenau
- Stupsk in Stupsk
- Turza Wielka in Tauernfurt
- Kuklin in Thingsdorf
- Kuczbork in Trutzburg